# Lisciano
Lisciano (RI) is een plaats (frazione) in de Italiaanse gemeente Rieti.